# Idriella rhododendri
Idriella rhododendri är en svampart som beskrevs av W.P. Wu, B. Sutton & Gange 1997. Idriella rhododendri ingår i släktet Idriella och familjen Helotiaceae.   Inga underarter finns listade i Catalogue of Life.